# Championnats de Colombie de cyclisme sur route 1988
Navigation
Championnats de Colombie 1987 Championnats de Colombie 1989
Les championnats de Colombie de cyclisme sur route se déroulent du 24 juin au 26 juin 1988 dans le département de Boyacá. Regroupant aussi bien les amateurs que les professionnels, ils réunissent plus d'une centaine de participants. Malgré les absences d'illustres champions comme Luis Herrera, Pablo Wilches ou Francisco Rodríguez, l'immense majorité des cyclistes colombiens sont présents pour honorer cet engagement local avant que le Tour de France n'accapare l'attention. Les championnats sont sponsorisés par les Cigarrillos Campeón.

## Programme
- Vendredi 24 juin à 8h00 (locale) :
  - Contre-la-montre par équipes seniors messieurs : 100 km
- Vendredi 24 juin à 14h30 (locale) :
  - Course en ligne féminines : 72 km
- Samedi 25 juin à 8h00 (locale) :
  - Course en ligne professionnels messieurs : 206,5 km
- Dimanche 26 juin à 8h00 (locale) :
  - Course en ligne amateurs messieurs : 176,8 km

## Podiums

### Épreuves masculines
| Épreuves                            | Or | Or | Or              | Argent                                                                                 | Argent | Argent     | Bronze                                                                                           | Bronze | Bronze     |
| ----------------------------------- | --- | -- | --------------- | -------------------------------------------------------------------------------------- | ------ | ---------- | ------------------------------------------------------------------------------------------------ | ------ | ---------- |
| Seniors                             | |    |                 |                                                                                        |        |            |                                                                                                  |        |            |
| Course en ligne professionnels      | Reynel Montoya (Pony Malta)                                                                                          | en | 5 h 14 min 39 s | Martín Ramírez (Café de Colombia)                                                      | à      | 6 s        | Víctor Hugo Olarte (d) (Manzana Postobón)                                                        | à      | 9 s        |
| Course en ligne amateurs            | Ángel Yesid Camargo (Ligue cycliste de Boyacá)                                                                       | en | 4 h 26 min 43 s | Hernando Afanador (Ligue cycliste de Santander)                                        | à      | 6 s        | Rubén Albeiro Marín (Ligue cycliste de Valle)                                                    | à      | 10 s       |
| 100 km contre-la-montre par équipes | Ligue cycliste de Caldas Julio César Ortegón (it) John James Rodríguez Gustavo Adolfo Trujillo Julio César Rodríguez | en | 2 h 4 min 41 s  | Ligue cycliste de Santander Federico Muñoz Nicanor Uribe Henry Ortiz Hernando Afanador | à      | 2 min 14 s | Ligue cycliste de Boyacá Álvaro Sierra Miguel Sanabria (es) Jair Bernal (es) Ángel Yesid Camargo | à      | 2 min 34 s |

### Épreuves féminines
| Épreuves        | Or                                          | Or | Or              | Argent                                            | Argent | Argent | Bronze                                     | Bronze | Bronze |
| --------------- | ------------------------------------------- | -- | --------------- | ------------------------------------------------- | ------ | ------ | ------------------------------------------ | ------ | ------ |
| Seniores        |                                             |    |                 |                                                   |        |        |                                            |        |        |
| Course en ligne | Adriana Muriel (Ligue cycliste d'Antioquia) | en | 2 h 26 min 33 s | Doris Patricia Fonseca (Ligue cycliste de Boyacá) | à      | 8 s    | Marta Luz López (Ligue cycliste de Bogota) |        | m.t.   |

## Déroulement des championnats

### 24 juin: le contre-la-montre par équipes masculin et la course en ligne féminine
La ligue cycliste de Caldas remporte le titre.
Comme prévu la sélection olympique, sponsorisée par les piles Varta, qui dispute la première épreuve des championnats comme préparation, réalise le meilleur temps des treize équipes participantes, mais finalement dans un "chrono" assez proche de celui de la ligue cycliste de Caldas, sacrée championne de Colombie de la spécialité, après une lutte intense avec les formations des ligues de Santander et de Boyacá.
Classement du contre-la-montre par équipes masculin
L'épreuve contre-la-montre par équipes (cent kilomètres) inaugure à 8h00 locale les Campeonatos Nacionales de Ciclismo en Ruta "Cigarrillos Campeón" (nom officiel). Les formations représentant les ligues cyclistes de Cundinamarca, de Boyacá, d'Antioquia, de Valle, de Caldas, du Quindío, de Risaralda, de Tolima, de Huila, de Santander et de Norte de Santander se disputent les trois marches du podium face à l'équipe "piles Varta", qui elle n'a pas le droit aux médailles. Bogota, équipe tenante du titre, se désiste prétextant que ses meilleurs éléments ont incorporé cette sélection olympique Varta. Les observateurs se demandent comment cette ligue cycliste n'a pu trouver trois coureurs de substitution. Les équipes professionnelles Café de Colombia, Manzana Postobón, Pony Malta et la formation amateure "piles Varta" se convertissent en fournisseurs de matériel (vélos de contre-la-montre) pour bon nombre des treize quatuors au départ. Cependant toutes les ligues ne sont pas logées à la même enseigne et certaines disputent la compétition avec des vélos conventionnels. La fédération nationale couvrant une grande partie des coûts (d'hébergements, d'alimentation, etc.) pour huit personnes par ligue, la presse observe que tous les équipes engagées se présentent avec une tenue uniforme pour leurs quatre membres.
L'équipe des piles Varta réalise 2 h 4 min 12 s pour effectuer les 97,3 km que comptent exactement le parcours. Sans tenir compte de cette dernière formation, la compétition oppose dans un duel serré les équipes de Caldas, de Santander et de Boyacá. Alors que des quatuors comme ceux d'Antioquia, de Cundinamarca, de Valle et de Norte de Santander, présentés au départ comme prétendants au podium montrent dès les premiers kilomètres qu'ils sont là pour participer et non pour gagner. L'équipe de Caldas a pour avantage de contenir dans ses rangs deux membres de l'équipe olympique et un qui en faisait partie jusqu'en décembre 1987. Ainsi les trois quarts du quartet caldense ont reçu un entraînement spécifique pour cet exercice particulier du contre-la-montre par équipes. Ce qui, pour la presse, a eu un rôle important dans leur victoire. L'équipe Varta est la formation qui fournit le plus grand nombre de coureurs aux sélections en compétition. Outre Julio César Ortegón (it), Gustavo Adolfo Trujillo et Julio César Rodríguez pour Caldas, Rigoberto Herrera pour l'équipe de Valle, Álvaro Delgado pour celle de Tolima, Henry Ortiz pour la formation de Santander et Jair Bernal (es) pour les locaux proviennent également de cette équipe amateure.
Sans aucun doute, la sélection de la ligue boyacense, hôte des championnats, est l'équipe surprise de la compétition. À mi-parcours, le quatuor est en tête avec quarante-cinq secondes d'avance sur les Caldenses et un peu plus sur les Santandereanos. Étonnante car Álvaro Sierra, Miguel Sanabria (es) et Jair Bernal (es) ont un gabarit de coureurs à l'aise en montagne, même si Ángel Yesid Camargo a plus un profil de rouleur. Malgré cette surprise, ils paraissaient se diriger vers la médaille d'or. Mais dans les derniers vingt-cinq derniers kilomètres, Sanabria est victime d'une crevaison, perd le rythme et jamais plus ne prendra de relais. L'effort n'est plus alors réparti que sur trois hommes tout en devant conserver Miguel Sanabria dans les roues. Les problèmes mécaniques ne sont pas une excuse mais Caldas, en début de course, dut subir la crevaison de Julio César Ortegón. Cet incident technique a exigé au moins quarante secondes d'attention avant de pouvoir reprendre le rythme normal. Santander, apprenant l'incident survenu à l'équipe locale, hausse l'allure. Ce qui lui permet de déloger de la deuxième place les Boyacenses et de s'octroyer la médaille d'argent.
Au passage intermédiaire km 15, Caldas réalise 19 min 20 s, Santander 20 min 15 s et Boyacá 19 min 25 s. L'écart est encore serré entre les trois formations alors que Valle, Antioquia et Cundinamarca ne sont déjà plus sur le même rythme. Au 40e km, Boyacá est en tête et passe en 49 min 20 s. Caldas est chronométré en 50 min 6 s et Santander en 50 min 26 s. La lutte devient intense. Les temps des autres formations rivales ne comptent plus tant l'écart est fait. L'équipe Varta en tête à tous les intermédiaires cesse également d'être un intérêt. À mi-course, les meilleurs temps sont ceux de Caldas 1 h 2 min 40 s, de Santander 1 h 4 min 10 s et de Boyacá 1 h 1 min 55 s. Cundinamarca passe en 1 h 5 min 55 s. Au km 65, la ligue de Boyacá est toujours en tête en 1 h 21 min 9 s, suivie des Caldenses (1 h 21 min 42 s) et de Santander (1 h 23 min 37 s). À ce chronométrage intermédiaire, la médaille de bronze semble être dévolu aux Santandereanos tandis que la lutte pour le titre parait circonscrite aux seuls coureurs locaux et de Caldas. Puis les Boyacenses accusent le coup et réduisent l'allure à l'inverse de Caldas qui garde son rythme. Ainsi au km 75, les futurs champions de Colombie passent en tête avec trois secondes d'avance sur les amphitryons. L'écart entre les deux quatuors croît constamment jusqu'à l'arrivée. Si bien que Boyacá perd la médaille d'or mais se fait même subtiliser la deuxième place par Santander d'une faible marge. Pour la presse, c'est un podium étonnant car au départ, les médailles n'étaient pas destinées à ces ligues cyclistes.

Adriana Muriel s'impose pour la deuxième fois consécutivement.
Classement de la course en ligne féminines
| Pos | Coureuse               | Ligue cycliste              |    | Temps           |
| --- | ---------------------- | --------------------------- | -- | --------------- |
|     | Adriana Muriel         | Ligue d'Antioquia           | en | 2 h 26 min 33 s |
|     | Doris Patricia Fonseca | Ligue cycliste de Boyacá    | à  | 8 s             |
|     | Marta Luz López        | Ligue cycliste de Bogota    |    | m.t.            |
| 4   | Ana Lucrecia Niño      | Ligue de Boyacá             |    | m.t.            |
| 5   | Rosa Emma Rodríguez    | Ligue de Bogota             |    | m.t.            |
| 6   | Rosa Angélica Maya     | Ligue d'Antioquia           |    | m.t.            |
| 7   | Claudia Ceballos       | Ligue d'Antioquia           |    | m.t.            |
| 8   | Flor Inés López        | Ligue de Bogota             |    | m.t.            |
| 9   | Teresa Mora            | Ligue de Norte de Santander |    | m.t.            |
| 10  | Alicia Bulla           | Ligue d'Antioquia           |    | m.t.            |
| 11  | Yaneth García          | Ligue de Bogota             |    | m.t.            |

Dans l'après-midi, à partir de 14h30, se dispute la course en ligne féminine. Sur une distance prévue de 72 km, le parcours est tracé sur la route menant de Sogamoso à Iza. À vingt-quatre heures du départ, seules quatorze concurrentes étaient inscrites pour succéder à Adriana Muriel, tenante du titre.
Le championnat national féminin s'achève sur la victoire d'Adriana Muriel, qui conserve ainsi son titre. Elle est accompagnée sur le podium par Doris Patricia Fonseca (Boyacá) et Marta Luz López (Bogota). Pour s'imposer en compétition cycliste, il faut non seulement de la force et de la tactique mais aussi de la réactivité et de l'attention. Tout ce qui a manqué aux représentantes de la ligue cycliste de Bogota au moment d'aborder le sprint (alors qu'elles s'étaient beaucoup démenées pendant la course) au contraire de Muriel, de la ligue cycliste d'Antioquia.
Finalement, la compétition s'est disputée sur 76 km, sur un parcours entre Sogamoso et Iza à effectuer trois fois. Mais ce ne fut pas suffisant pour éclaircir les rangs des quatorze prétendantes. Il a fallu l'effort extrême du sprint pour les départager. À l'issue d'un long sprint de quasiment deux cents mètres où Adriana Muriel a démontré toute l'étendue de ses qualités physiques pour s'imposer. Les mêmes qui lui ont permis de briller dans le roller de vitesse et maintenant dans le cyclisme. Les membres de la ligue de Bogota se sont dépensées sans compter, attaquant sans rélâche, mais n'ont finalement pas pu conclure. Muriel dut lancer le sprint de loin aux risques de manquer de forces, en raison des efforts consentis pour contrecarrer les attaques bogotanaises. Selon la presse, cette course montre « le manque d'assistance produit du peu d'aide que reçoivent les compétitrices et de la méconnaissance de ce sport dans la population féminine ».

### 25 juin: la course en ligne professionnels messieurs
Reynel Montoya nouveau champion de Colombie.
Pour la deuxième année consécutive, et dans les mêmes circonstances, Reynel Montoya s'octroie le titre, le célébrant comme si c'était sa toute première victoire.
Classement de la course en ligne professionnels
| \| Classement général \| Classement général \| Classement général \| Classement général \| Classement général \| \| Coureur \| Coureur \| Pays \| Équipe \| Temps \| \| ------------------ \| ---------------------- \| ------------------ \| ------------------ \| ------------------ \| \| 1er \| Reynel Montoya \| Colombie \| Pony Malta Bavaria \| 5 h 14 min 39 s \| \| 2e \| Martín Ramírez \| Colombie \| Café de Colombia \| + 6 s \| \| 3e \| Víctor Hugo Olarte \| Colombie \| Postobón-Ryalcao \| + 9 s \| \| 4e \| Carlos Mario Jaramillo \| Colombie \| Postobón-Ryalcao \| + 10 s \| \| 5e \| Edgar Corredor \| Colombie \| Café de Colombia \| + 14 s \| \| 6e \| Henry Cárdenas \| Colombie \| Café de Colombia \| + 17 s \| \| 7e \| Óscar de Jesús Vargas \| Colombie \| Postobón-Ryalcao \| + 17 s \| \| 8e \| Argemiro Bohórquez \| Colombie \| Café de Colombia \| + 17 s \| \| 9e \| Omar Hernández \| Colombie \| Reynolds \| + 17 s \| \| 10e \| Néstor Mora \| Colombie \| Postobón-Ryalcao \| + 17 s \| \| 11e \| Marco Antonio León \| Colombie \| Café de Colombia \| + 25 s \| \| 12e \| Fabio Parra \| Colombie \| Kelme-Iberia \| + 25 s \| \| 13e \| Samuel Cabrera \| Colombie \| Café de Colombia \| + 25 s \| \| 14e \| Alberto Camargo \| Colombie \| Postobón-Ryalcao \| + 25 s \| \| 15e \| Héctor Patarroyo \| Colombie \| Postobón-Ryalcao \| + 25 s \| \| 16e \| Abelardo Rondón \| Colombie \| Café de Colombia \| + 25 s \| \| 17e \| Lino Casas \| Colombie \| Pony Malta Bavaria \| + 25 s \| |                        |          |                    |                 |
| |                        |          |                    |                 |
| |                        |          |                    |                 |
| Classement général |                        |          |                    |                 |
| Coureur | Coureur                | Pays     | Équipe             | Temps           |
| 1er | Reynel Montoya         | Colombie | Pony Malta Bavaria | 5 h 14 min 39 s |
| 2e | Martín Ramírez         | Colombie | Café de Colombia   | + 6 s           |
| 3e | Víctor Hugo Olarte     | Colombie | Postobón-Ryalcao   | + 9 s           |
| 4e | Carlos Mario Jaramillo | Colombie | Postobón-Ryalcao   | + 10 s          |
| 5e | Edgar Corredor         | Colombie | Café de Colombia   | + 14 s          |
| 6e | Henry Cárdenas         | Colombie | Café de Colombia   | + 17 s          |
| 7e | Óscar de Jesús Vargas  | Colombie | Postobón-Ryalcao   | + 17 s          |
| 8e | Argemiro Bohórquez     | Colombie | Café de Colombia   | + 17 s          |
| 9e | Omar Hernández         | Colombie | Reynolds           | + 17 s          |
| 10e | Néstor Mora            | Colombie | Postobón-Ryalcao   | + 17 s          |
| 11e | Marco Antonio León     | Colombie | Café de Colombia   | + 25 s          |
| 12e | Fabio Parra            | Colombie | Kelme-Iberia       | + 25 s          |
| 13e | Samuel Cabrera         | Colombie | Café de Colombia   | + 25 s          |
| 14e | Alberto Camargo        | Colombie | Postobón-Ryalcao   | + 25 s          |
| 15e | Héctor Patarroyo       | Colombie | Postobón-Ryalcao   | + 25 s          |
| 16e | Abelardo Rondón        | Colombie | Café de Colombia   | + 25 s          |
| 17e | Lino Casas             | Colombie | Pony Malta Bavaria | + 25 s          |

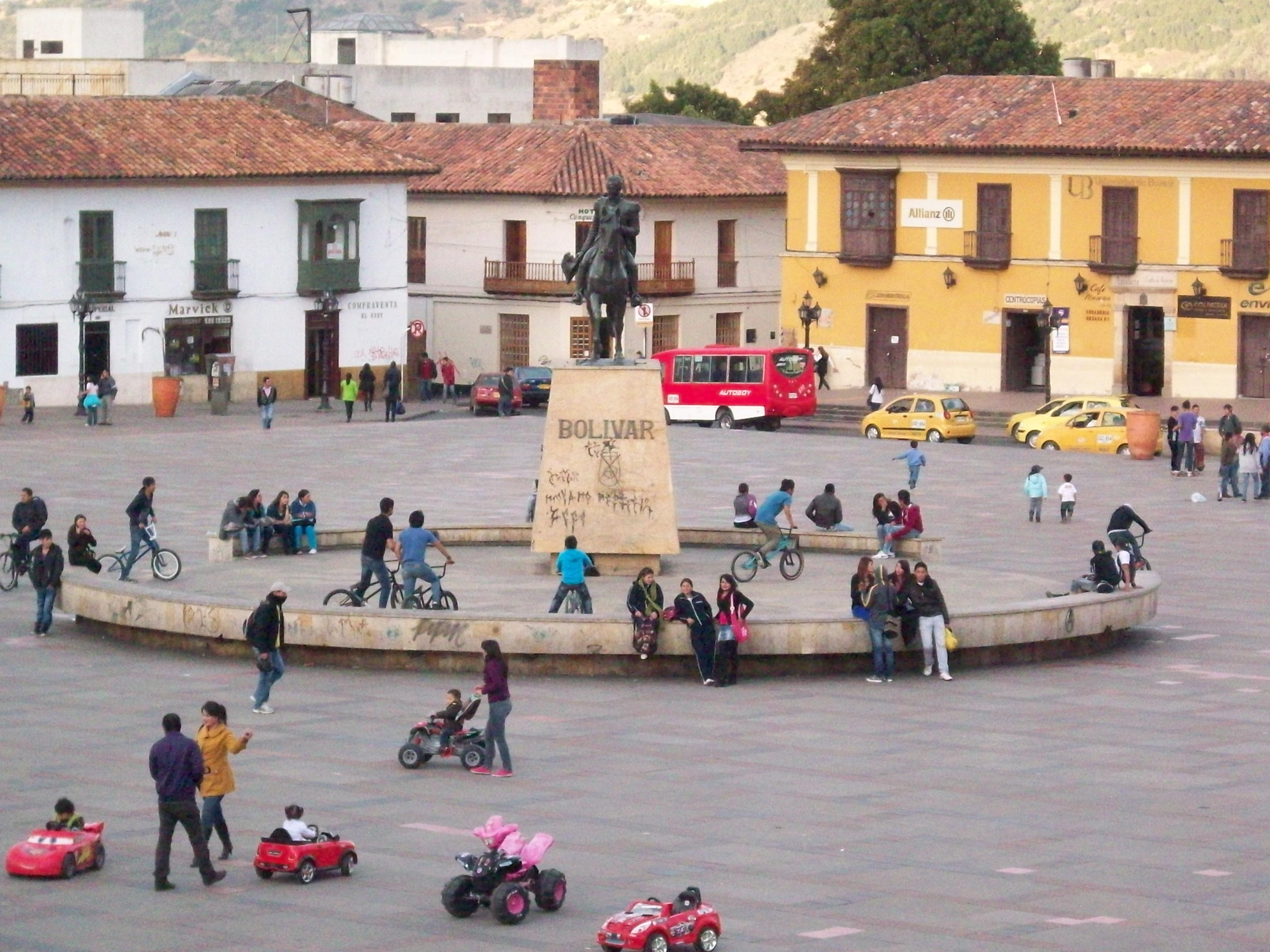
La es, à Tunja, où est situé l'arrivée de la course.

Cinquante-trois concurrents, issus de formations telles que Café de Colombia, Manzana Postobón, Pony Malta, Kelme ou bien encore Reynolds, se disputent, sur les 206,5 km du parcours, le titre de champion de Colombie sur route professionnel. À la tête de ce peloton, Reynel Montoya part à la défense de son titre acquis l'année précédente devant "La Pantera" Montoya et Manuel Cárdenas (es). Fabio Parra, un des favoris, s'envolera trois jours plus tard pour l'Europe rejoindre son équipe pour s'aligner au départ du Tour de France. Le départ s'effectue de Duitama à 8h00 locale. De là, le peloton s'achemine vers Sogamoso pour revenir à Duitama et ensuite se diriger vers Tunja où l'attend un circuit de 7,6 km, à parcourir quatorze fois. L'arrivée se situe sur la place centrale de la capitale boyacense, la Plaza de Bolívar (es).
La course du jour offre deux visages différents. Une première phase toute en langueur, qui permet à des coureurs d'aller embrasser leurs proches sur le bord de la route, comme le fait Alberto Camargo au retour sur Duitama, quand il s'échappe une paire de kilomètres pour s'arrêter à hauteur de sa fiancée. Le cheminement vers Tunja se fait dans l'entente cordiale et à allure modérée. La deuxième partie de course a une tonalité bien différente. La trêve continue dans les premiers tours de circuit dans Tunja jusqu'au moment où surviennent les attaques des Café de Colombia et des Manzana Postobón. Tandis que l'équipe Pony Malta tente de maintenir l'unité du peloton. Ainsi Omar Hernández, José Patrocinio Jiménez et Óscar de Jesús Vargas prennent la fuite et engrangent quelques secondes d'écart mais ils sont revus par le groupe principal. Ensuite viennent les premiers abandons d'Alirio Chizabas (es) et d'Elio Villamizar (es). Puis viennent ceux de Rubén Darío Beltrán, de Raúl Acosta (en), de José Dario Hernández ou de Javier Ignacio Montoya. Un à un, ils quittent la course. Ce qui se justifie par le débours important qu'ils ont cumulé et l'absence d'espoir de bien figurer (au classement final). À six tours de l'arrivée, Fabio Parra, Israel Corredor, Henry Cárdenas, Marcos Wilches et Alberto Camargo unissent leurs efforts et prennent un avantage. Leaders de leur équipe pour la plupart, les observateurs ont pu croire que c'était la bonne échappée. Mais l'équipe Pony Malta ne l'entend pas de cette oreille et engage la poursuite aussitôt. Puis c'est au tour d'Abelardo Rondón et d'Oliverio Cárdenas (es) de tenter leur chance. Rondón réessaye mais cette fois en solitaire. À deux tours de l'arrivée, Samuel Cabrera (Café de Colombia) et Alberto Camargo (Manzana Postobón) partent en échappée. Ils se maintiennent en tête un tour. Quand tout semble être joué en leur faveur, Reynel Montoya surgit et douche les espérances gaseosas et des cafeteros.
En effet, Montoya revalide son titre un an après l'avoir emporté de manière assez similaire sur le circuit traditionnel tracé dans le parc national de Bogota (es). À l'époque, il avait battu Javier Ignacio Montoya et Manuel Cárdenas dans les six cent derniers mètres alors que les médailles semblaient être dévolues à d'autres. Là, lors de l'avant-dernier passage sur la ligne d'arrivée, Samuel Cabrera et Alberto Camargo avaient trente-six secondes d'avance sur un peloton paraissant résigné. Survient alors la réaction des Pony Malta, sous la houlette de leur directeur sportif Manuel Ignacio Gutiérrez (es) accélérant l'allure du peloton. Ce qui permet à Reynel Montoya de se replacer dans les premières positions avant d'aborder l'ultime kilomètre et l'ascension menant à l'arrivée. Il attend la première attaque de Víctor Hugo Olarte (pour produire son effort). Comme l'année précédente, Reynel patiente jusqu'au dernier moment et en force, dispose de ses derniers contradicteurs pour terminer victorieux sous le drapeau à damier, agité par Alfonso Salamanca, président de la ligue cycliste de Boyacá.

### 26 juin: la course en ligne amateurs messieurs
Ángel Yesid Camargo est le nouveau champion de Colombie amateur.
Ángel Yesid Camargo, Boyacense de 21 ans, natif de Paipa, remporte la course en ligne amateure courue sur le circuit du Pantano de Vargas. Il succède à Ángel Noé Alayón (en), absent cette année en raison de problèmes physiques. Hernando Afanador, de la ligue de Santander, et Rubén Albeiro Marín, de la ligue de Valle, sont respectivement médaillé d'argent et médaillé de bronze.
Classement de la course en ligne amateurs
| Pos | Coureur                | Ligue cycliste        |    | Temps           |
| --- | ---------------------- | --------------------- | -- | --------------- |
|     | Ángel Yesid Camargo    | Ligue de Boyacá       | en | 4 h 26 min 43 s |
|     | Hernando Afanador      | Ligue de Santander    | à  | 6 s             |
|     | Rubén Albeiro Marín    | Ligue de Valle        | à  | 10 s            |
| 4   | Juan Carlos Arias (en) | Ligue de Cundinamarca | à  | 12 s            |
| 5   | Hernán Patiño (en)     | Ligue du Quindío      | à  | 15 s            |
| 6   | Álvaro Mejía           | Ligue de Risaralda    |    | m.t.            |
| 7   | Jorge Nílton Ortiz     | Ligue d'Antioquia     |    | m.t.            |
| 8   | Norberto Damelínez     | Ligue du Quindío      |    | m.t.            |
| 9   | Federico Muñoz         | Ligue de Santander    |    | m.t.            |
| 10  | Alfonso Alayón         | Ligue de Bogota       |    | m.t.            |
| 11  | William Pulido         | Ligue de Cundinamarca |    | m.t.            |
| 12  | Manuel Rodríguez       | Ligue du Quindío      |    | m.t.            |
| 13  | Juan de Díos Fajardo   | Ligue d'Antioquia     |    | m.t.            |
| 14  | Álvaro Sierra          | Ligue de Boyacá       |    | m.t.            |
| 15  | Álvaro Delgado         | Ligue de Tolima       |    | m.t.            |

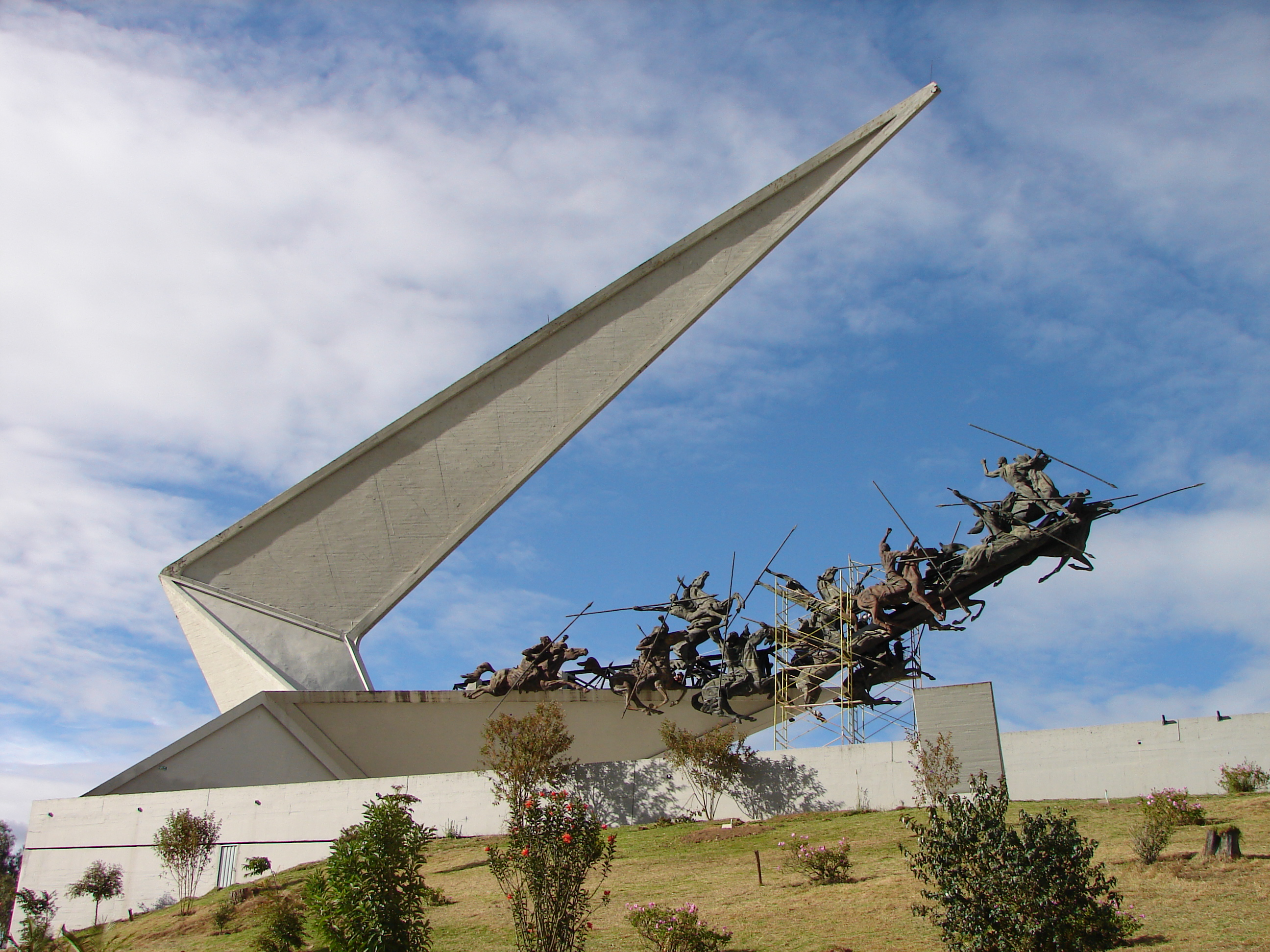
Le monument du Pantano de Vargas donnant son nom au circuit emprunté par la course.

L'épreuve clôturant les championnats se déroule sur le circuit du Pantano de Vargas à parcourir six fois pour une distance totale de 176,8 km. Après le passage devant le monument en lui-même, deux kilomètres en ascension mènent les participants à l'Alto de la Cruz. Le départ est donné à 8h00 du matin. Comme les jours précédents, les coureurs subissent la pluie,.
Le début de course est à l'image de la compétition des professionnels. Pendant de nombreux kilomètres, l'épreuve est une copie fidèle de celle de la veille avec son rythme tranquille. Cependant, cela ne va durer qu'un temps, car ce tempo ne satisfait pas les équipes n'ayant pas encore raflé la mise dans ces championnats. Les hostilités sont déclenchées par des hommes appartenant aux ligues de Bogota, de Cundinamarca, de Boyacá et de Santander rompant le calme du début de course. Ils cherchent par là même à sélectionner le peloton le plus rapidement possible avant que les kilomètres passant ne laissent comme ultime possibilité un sprint groupé ou une hypothétique échappée. Car pour la presse, il était évident que des grands noms comme Álvaro Mejía, William Pulido, Álvaro Sierra, Jorge Nílton Ortiz, Humberto Castañeda, Orlando Castillo (en), Miguel Sanabria (es), Jair Bernal (es), Julio César Ortegón (it), Marco Antonio Carreño, Juan Carlos Arias (en) (champion 1986) ou Federico Muñoz allaient tenter de sauver leur prestige personnel sans beaucoup se préoccuper de ce que leur équipe ferait pendant l'épreuve. La sélection d'Antioquia dépêche Germán Darío López à l'avant de la course. Cependant son échappée est de courte durée. Au contraire de la carte maîtresse de Cundinamarca William Pulido et d'Ángel Yesid Camargo qui profitent du terrain pentu et de l'étroitesse de la chaussée pour se défaire du marquage des Paisas et des Caldenses. Plus loin ils sont rejoints par Hernando Afanador et Orlando Castillo. À quatre, la fugue prend ses distances et rapidement les secondes deviennent des minutes. L'échappée est royal avec quatre hommes clés de leurs ligues respectives. Ces coureurs profitent de l'apathie du peloton. Puis Castillo et Pulido sont lâchés par leurs compagnons d'échappée. Afanador et Camargo continuent sur leur lancée et ce n'est pas la réaction tardive du peloton qui les empêchent de se disputer le titre entre eux. Les deux derniers solistes ayant unis leurs efforts jusqu'à l'ultime kilomètre, ils réussissent à repousser le retour du peloton mené par les Antioqueños et les Caldenses à un rythme effréné. Ángel Yesid Camargo s'impose. Cet « illustre inconnu », à peine remarqué au départ d'une Vuelta de la Juventud, a su déjoué les pronostics en profitant d'une échappée au troisième tour des six qu'en comptait l'épreuve.

## Bilan sportif
Au moment des bilans, la presse souligne la baisse de résultats de certaines ligues cyclistes considérées comme place forte du cyclisme en Colombie. Pour elle, les championnats sont un échec pour des ligues comme celles d'Antioquia, de Cundinamarca et de Bogota. Le cas de la ligue de Valle est mis à part car depuis plusieurs années, dans ce département, le cyclisme n'est plus considéré comme un sport au centre des intérêts. Mais ce qui s'est passé dans les courses amateurs inquiète la presse. Elle fut déconcertée par les performances des Paisas et des Cundinamarqueses, jouant un rôle secondaire dans l'épreuve du contre-la-montre par équipes et par leur passivité dans la course en ligne des amateurs. Par contre le bilan est qualifié de « brillant » pour Boyacá, une ligue qui travaille sans aide du gouvernement départemental, avec la médaille de bronze dans le 100 km par équipes et l'or chez les amateurs. La ligue de Santander a également un bilan satisfaisant avec deux médailles d'argent. Alors qu'Antioquia et Cundinamarca quittent les championnats sans gloire et avec l'incompréhension et la déception des suiveurs. La ligue d'Antioquia ne peut se défendre derrière les titres obtenus par Reynel Montoya, membre d'une équipe de marque, et par Adriana Muriel, dominant un cyclisme féminin faible et « sans avenir ». Le bilan doit se faire à l'aune des courses amateurs qui reflètent le niveau des ligues et « le mal est profond ».